# Rajella
Rajella (лат.) — род скатов семейства ромбовых отряда скатообразных. Это хрящевые рыбы, ведущие донный образ жизни, с крупными, уплощёнными грудными плавниками в форме ромба и выступающим или округлым рылом. На вентральной стороне диска расположены 5 жаберных щелей, ноздри и рот. Хвост длинный и тонкий. Обитают на континентальном шельфе и материковом склоне Атлантического, Тихого и Индийского океанов. Достигают 123 см в длину (лат. Rajella lintea). Встречаются на глубине до 4156 м. Размножаются, откладывая яйца, заключённые в прочную роговую капсулу с выступами по углам.

## Классификация
В состав рода включают 17—18 видов:
- Rajella annandalei (Weber, 1913)
- Rajella barnardi (Norman, 1935)
- Rajella bathyphila  (Holt & Byrne, 1908)
- Rajella bigelowi (Stehmann, 1978)
- Rajella caudaspinosa (von Bonde & Swart, 1923)
- Rajella challengeri  Last & Stehmann, 2008
- Rajella dissimilis (Hulley, 1970)
- Rajella eisenhardti  Long & McCosker, 1999
- Rajella fuliginea  (Bigelow & Schroeder, 1954)
- Rajella fyllae (Lütken, 1887) — Круглый скат[4]
- Rajella kukujevi  (Dolganov, 1985 — Скат Кукуева[5]
- Rajella leopardus  (von Bonde & Swart, 1923)
- Rajella lintea (Fries, 1838)
- Rajella nigerrima  (de Buen, 1960)
- Rajella paucispinosa  Weigmann, Stehmann & Thiel, 2014
- Rajella purpuriventralis (Bigelow & Schroeder, 1962)
- Rajella ravidula (Hulley, 1970)
- Rajella sadowskii (Krefft & Stehmann, 1974)